# Wola Morawicka
Wola Morawicka – wieś w Polsce położona w województwie świętokrzyskim, w powiecie kieleckim, w gminie Morawica.
Znajduje tu się kopalnia wapienia Morawica.
| SIMC    | Nazwa      | Rodzaj     |
| ------- | ---------- | ---------- |
| 0254491 | Podemłynie | przysiółek |

Dojazd z Kielc zapewniają autobusy komunikacji miejskiej linii 45.
W latach 1975–1998 miejscowość administracyjnie należała do województwa kieleckiego.